# Qadree Ollison
Qadree Waymond Ollison (Niagara Falls, 8 settembre 1996) è un giocatore di football americano statunitense che milita nel ruolo di running back per i Dallas Cowboys della National Football League (NFL).

## Carriera

### Dallas Cowboys
Ollison fu scelto nel corso del quinto giro (152º assoluto) del Draft NFL 2019 dai Atlanta Falcons. Debuttò come professionista subentrando nella vittoria della settimana 10 contro i New Orleans Saints e la settimana successiva contro i Carolina Panthers segnò il suo primo touchdown su corsa. La sua stagione da rookie si concluse con 50 yard corse e 4 marcature in 8 presenze, nessuna delle quali come titolare.
Il 1º settembre 2022 Ollison firmò con la squadra di allenamento dei Dallas Cowboys.